# Lessam
Lessam est une commune située dans le département de Baraboulé, dans la province du Soum, région du Sahel, au Burkina Faso.